# U-515
| U-515                                                                                                | U-515 | U-515 |
| --- | --- | --- |
| U 515                                                                                                | | |
| | | |
| U-515 тоне внаслідок бою з американськими кораблями та літаками. 9 квітня 1944                       | | |
| Верф                                                                                                 | Deutsche Werft, Гамбург | Deutsche Werft, Гамбург |
| Під прапором                                                                                         | Третій Рейх | Третій Рейх |
| Належність                                                                                           | Крігсмаріне | Крігсмаріне |
| Порт приписки                                                                                        | Штеттін Крістіансанн Лор'ян | Штеттін Крістіансанн Лор'ян |
| Замовлення                                                                                           | 14 лютого 1940 | 14 лютого 1940 |
| Закладений                                                                                           | 1 листопада 1940 | 1 листопада 1940 |
| Спуск на воду                                                                                        | 2 грудня 1941 | 2 грудня 1941 |
| Введений до складу флоту                                                                             | 21 лютого 1942 | 21 лютого 1942 |
| На службі                                                                                            | 1942—1944 | 1942—1944 |
| Загибель                                                                                             | 9 квітня 1944 року потоплений північно-західніше Мадейри американськими есмінцями і літаками                                                                            | 9 квітня 1944 року потоплений північно-західніше Мадейри американськими есмінцями і літаками                                                                            |
| Бойовий досвід                                                                                       | Друга світова війна Битва за Атлантику | Друга світова війна Битва за Атлантику |
| Проєкт                                                                                               | | |
| Тип ПЧ                                                                                               | великий океанський торпедний ДПЧ | великий океанський торпедний ДПЧ |
| Основні характеристики                                                                               | | |
| Швидкість (надводна)                                                                                 | 18,2 вузла (33,7 км/год) | 18,2 вузла (33,7 км/год) |
| Швидкість (підводна)                                                                                 | 7,3 (13,5 км/год) | 7,3 (13,5 км/год) |
| Робоча глибина занурення                                                                             | 100 м | 100 м |
| Гранична глибина занурення                                                                           | 230 м | 230 м |
| Дальність плавання                                                                                   | 64 милі (119 км) на швидкості 4 вузли (7,4 км/год) (у підводному положенні) 13 450 морських миль (24 910 км на швидкості 10 вузлів (19 км/год) (у надводному положенні) | 64 милі (119 км) на швидкості 4 вузли (7,4 км/год) (у підводному положенні) 13 450 морських миль (24 910 км на швидкості 10 вузлів (19 км/год) (у надводному положенні) |
| Екіпаж                                                                                               | 48 офіцерів та матросів | 48 офіцерів та матросів |
| Розміри                                                                                              | | |
| Довжина найбільша (по КВЛ)                                                                           | 76,76 м | 76,76 м |
| Ширина корпусу найб.                                                                                 | 6,76 м | 6,76 м |
| Висота                                                                                               | 9,6 м | 9,6 м |
| Середня осадка (по КВЛ)                                                                              | 4,7 м | 4,7 м |
| Водотоннажність надводна                                                                             | 1120 т | 1120 т |
| Водотоннажність підводна                                                                             | 1232 т | 1232 т |
| Силова установка                                                                                     | | |
| Дизель-електрична: 2 дизельні двигуни MAN M 9 V 40/46 2 електродвигуни Siemens-Schuckert 2 GU 345/34 | | |
| Гвинти                                                                                               | 2 | 2 |
| Потужність                                                                                           | 2 × 2 200 к.с. (дизелі) 2 × 740 к.с. (електродвигуни) | 2 × 2 200 к.с. (дизелі) 2 × 740 к.с. (електродвигуни) |
| Озброєння                                                                                            | | |
| Артилерія                                                                                            | 1 × 105-мм палубна гармата SK C/32 | 1 × 105-мм палубна гармата SK C/32 |
| Торпедно- мінне озброєння                                                                            | 4 носових і 2 кормових ТА; 24 торпеди або 48 мін TMA чи TMB | 4 носових і 2 кормових ТА; 24 торпеди або 48 мін TMA чи TMB |
| ППО                                                                                                  | 1 × 37-мм зенітна гармата SKC/30 2 (1 × 2) × 20-мм зенітні гармати FlaK 30                                                                                              | 1 × 37-мм зенітна гармата SKC/30 2 (1 × 2) × 20-мм зенітні гармати FlaK 30                                                                                              |

U-515 — німецький великий океанський підводний човен типу IXC, що входив до складу Військово-морських сил Третього Рейху за часів Другої світової війни. Закладений 8 травня 1941 року на верфі Deutsche Werft у Гамбурзі під будівельним номером 311. Спущений на воду 2 грудня 1941 року, а 21 лютого 1942 року корабель увійшов до складу ВМС нацистської Німеччини. Єдиним командиром човна був капітан-лейтенант Вернер Генке.

## Історія служби
U-515 належав до серії німецьких підводних човнів типу IXC, великих океанських човнів, призначених діяти на морських комунікаціях противника на далеких відстанях у відкритому океані. Човнів цього типу було випущено 54 одиниці і вони дуже успішно та результативно проявили себе в ході бойових дій в Атлантиці. 21 лютого 1942 року U-515 розпочав службу у складі 4-ї навчальної флотилії, а 1 вересня 1942 року переведений до бойового складу 10-ї флотилії ПЧ Крігсмаріне.
З липня 1942 року і до квітня 1945 року U-515 здійснив 7 бойових походів в Атлантичний океан, в яких провів 341 день. Човен посів 18-те місце серед найрезультативніших підводних човнів Крігсмаріне, що діяли за роки Другої світової війни, потопивши 22 вантажні судна (140 196 GRT) і 1 допоміжне військове судно (10 850 GRT), 1 судну (4 668 GRT) і 1 військовому кораблю спричинив невиправних пошкоджень та 1 судну (6 034 GRT) і 1 військовому кораблю (1 920 тонн) завдав пошкоджень.
9 квітня 1944 року U-515 був виявлений у Північній Атлантиці північно-західніше Мадейри ескортними кораблями американців. Після чого ворожий човен був атакований глибинними бомбами американських ескортних міноносців «Поуп», «Піллсбері», «Шателейн» і «Фрагерті» і добитий ракетами двох «Евенджерів» та двох «Вайлдкетів» з ескортного авіаносця «Гуадалканал». 16 членів екіпажу підводного човна при цьому загинули, 44 урятувалися.
Ті, хто вижив, були підібрані і доставлені на авіаносець «Гуадалканал». Серед них був і капітан човна Вернер Генке. У червні 1944 року він був убитий при спробі втечі з табору військовополонених.

## Перелік уражених U-515 суден у бойових походах
| №                                                              | Дата              | Командир ПЧ         | Назва             | Тип                   | Належність                              | Водотоннажність (брт) | Вантаж | Конвой             | Результат та координати                                                          | Наслідки атаки для екіпажу       | Прим.                                      |
| -------------------------------------------------------------- | ----------------- | ------------------- | ----------------- | --------------------- | --------------------------------------- | --------------------- | --- | ------------------ | -------------------------------------------------------------------------------- | -------------------------------- | ------------------------------------------ |
| Перший похід (15.08—14.10.1942, 61 доба; Крістіансанн—Лор'ян)  |                   |                     |                   |                       |                                         |                       | |                    |                                                                                  |                                  |                                            |
| 1                                                              | 12 вересня 1942   | Kptlt. Вернер Генке | Stanvac Melbourne | танкер                | Панама                                  | 10 013                | баласт |                    | потоплений 10°30′ пн. ш. 60°20′ зх. д. / 10.500° пн. ш. 60.333° зх. д.           | 49 (1 загиблий та 48 вцілілих)   |                                            |
| 2                                                              | 12 вересня 1942   | Kptlt. Вернер Генке | Woensdrecht       | танкер                | Нідерланди                              | 4 668                 | баласт |                    | тотально зруйнований 10°27′ пн. ш. 60°17′ зх. д. / 10.450° пн. ш. 60.283° зх. д. | 74 (1 загиблий та 73 вцілілих)   |                                            |
| 3                                                              | 13 вересня 1942   | Kptlt. Вернер Генке | Ocean Vanguard    | суховантажне судно    | Велика Британія                         | 7 147                 | баласт |                    | потоплено 10°43′ пн. ш. 60°11′ зх. д. / 10.717° пн. ш. 60.183° зх. д.            | 51 (11 загинуло та 40 вижило)    | судно класу «Оушн» («Британський Ліберті») |
| 4                                                              | 13 вересня 1942   | Kptlt. Вернер Генке | Nimba             | суховантажне судно    | Панама                                  | 1 854                 | 2780 тонн бокситів |                    | потоплено 10°41′ пн. ш. 60°24′ зх. д. / 10.683° пн. ш. 60.400° зх. д.            | 32 (20 загинуло та 12 вижило)    |                                            |
| 5                                                              | 14 вересня 1942   | Kptlt. Вернер Генке | Harborough        | суховантажне судно    | Велика Британія                         | 5 415                 | 8000 тонн генеральних вантажів і мішків пошти                                                                                |                    | потоплено 10°03′ пн. ш. 60°20′ зх. д. / 10.050° пн. ш. 60.333° зх. д.            | 50 (2 загинуло та 48 вижило)     |                                            |
| 6                                                              | 15 вересня 1942   | Kptlt. Вернер Генке | Sørholt           | суховантажне судно    | Норвегія                                | 4 801                 | 8500 тонн генеральних вантажів, включаючи м'ясні консерви, 2600 тонн шкір, вовни та 2300 тонн рослини                        |                    | потоплено 10°45′ пн. ш. 60°00′ зх. д. / 10.750° пн. ш. 60.000° зх. д.            | 38 (7 загинуло та 31 вцілілий)   |                                            |
| 7                                                              | 17 вересня 1942   | Kptlt. Вернер Генке | Mae               | суховантажне судно    | США                                     | 5 607                 | баласт |                    | потоплено 08°03′ пн. ш. 58°13′ зх. д. / 8.050° пн. ш. 58.217° зх. д.             | 41 (1 загиблий та 40 вцілілих)   |                                            |
| 8                                                              | 20 вересня 1942   | Kptlt. Вернер Генке | Reedpool          | суховантажне судно    | Велика Британія                         | 4 838                 | баласт |                    | потоплено 08°58′ пн. ш. 57°34′ зх. д. / 8.967° пн. ш. 57.567° зх. д.             | 57 (6 загиблих та 51 вцілілий)   |                                            |
| 9                                                              | 23 вересня 1942   | Kptlt. Вернер Генке | Lindvangen        | суховантажне судно    | Норвегія                                | 2 412                 | 2800 тонн бокситів |                    | потоплено 09°20′ пн. ш. 60°10′ зх. д. / 9.333° пн. ш. 60.167° зх. д.             | 23 (15 загиблих та 8 вцілілих)   |                                            |
| 10                                                             | 23 вересня 1942   | Kptlt. Вернер Генке | Antinous          | суховантажне судно    | США                                     | 6 034                 | 565 тонн бокситової руди | Конвой TRIN 12     | пошкоджено 09°22′ пн. ш. 60°09′ зх. д. / 9.367° пн. ш. 60.150° зх. д.            | 48 (усі вижили)                  |                                            |
| Другий похід (07.11.1942—06.01.1943, 61 доба; Лор'ян—Лор'ян)   |                   | Kptlt. Вернер Генке |                   |                       |                                         |                       | |                    |                                                                                  |                                  |                                            |
| 11                                                             | 12 листопада 1942 | Kptlt. Вернер Генке | «Гекла»           | плавуча база есмінців | Військово-морські сили Великої Британії | 10 850                | забезпечення ескадрених міноносців                                                                                           | Конвой «Смолоскип» | потоплена 35°43′ пн. ш. 09°54′ зх. д. / 35.717° пн. ш. 9.900° зх. д.             | 847 (279 загинули та 568 вижили) |                                            |
| 12                                                             | 12 листопада 1942 | Kptlt. Вернер Генке | «Марна»           | ескадрений міноносець | Військово-морські сили Великої Британії | 1 920                 | | Конвой «Смолоскип» | пошкоджений 35°50′ пн. ш. 09°57′ зх. д. / 35.833° пн. ш. 9.950° зх. д.           | ? (13 загинули та ? вижили)      | есмінець типу «M»                          |
| 13                                                             | 7 грудня 1942     | Kptlt. Вернер Генке | Ceramic           | пасажирське судно     | Велика Британія                         | 18 713                | 12 362 тонни генеральних вантажів і державних запасів                                                                        | Конвой ON 149      | потоплено 40°30′ пн. ш. 40°20′ зх. д. / 40.500° пн. ш. 40.333° зх. д.            | 655 (654 загинули та 1 вижив)    |                                            |
| Третій похід (21.02—24.06.1943, 124 доби; Лор'ян—Лор'ян)       |                   | Kptlt. Вернер Генке |                   |                       |                                         |                       | |                    |                                                                                  |                                  |                                            |
| 14                                                             | 4 березня 1943    | Kptlt. Вернер Генке | California Star   | суховантажне судно    | Велика Британія                         | 8 300                 | 6434 тонни генеральних та рефрижераторних вантажів                                                                           |                    | потоплено 42°32′ пн. ш. 37°20′ зх. д. / 42.533° пн. ш. 37.333° зх. д.            | 74 (50 загинули та 24 вціліли)   |                                            |
| 15                                                             | 9 квітня 1943     | Kptlt. Вернер Генке | Bamako            | суховантажне судно    | Франція                                 | 2 357                 | 2800 тонн кави |                    | потоплено 14°57′ пн. ш. 17°15′ зх. д. / 14.950° пн. ш. 17.250° зх. д.            | ? (17 загинули та ? вціліли)     |                                            |
| 16                                                             | 30 квітня 1943    | Kptlt. Вернер Генке | Corabella         | суховантажне судно    | Велика Британія                         | 5 682                 | 8065 тонн марганцевої руди                                                                                                   | Конвой TS 37       | потоплено 07°15′ пн. ш. 13°49′ зх. д. / 7.250° пн. ш. 13.817° зх. д.             | 48 (9 загинули та 39 вціліли)    |                                            |
| 17                                                             | 30 квітня 1943    | Kptlt. Вернер Генке | Bandar Shahpour   | суховантажне судно    | Велика Британія                         | 5 236                 | 6768 тонн генеральних вантажів, включаючи насіння олійних культур, 3000 тонн марганцевої руди, каучуку та копри              | Конвой TS 37       | потоплено 07°15′ пн. ш. 13°49′ зх. д. / 7.250° пн. ш. 13.817° зх. д.             | 78 (1 загиблий та 77 вцілілих)   |                                            |
| 18                                                             | 30 квітня 1943    | Kptlt. Вернер Генке | Kota Tjandi       | суховантажне судно    | Нідерланди                              | 7 295                 | 5000 тонн поташу, 1000 тонн олова і 1500 тонн генеральних вантажів                                                           | Конвой TS 37       | потоплено 07°15′ пн. ш. 13°49′ зх. д. / 7.250° пн. ш. 13.817° зх. д.             | 79 (6 загинуло та 73 вижило)     |                                            |
| 19                                                             | 30 квітня 1943    | Kptlt. Вернер Генке | Nagina            | суховантажне судно    | Велика Британія                         | 6 551                 | 8000 тонн генеральних вантажів, включаючи 2750 тонн чавуну, джуту, насіння олійних культур, слюди та чаю                     | Конвой TS 37       | потоплено 07°19′ пн. ш. 13°50′ зх. д. / 7.317° пн. ш. 13.833° зх. д.             | 113 (2 загинуло та 111 вижило)   |                                            |
| 20                                                             | 1 травня 1943     | Kptlt. Вернер Генке | City of Singapore | суховантажне судно    | Велика Британія                         | 6 555                 | 9025 тонн генеральних вантажів, включаючи 2700 тонн чавуну, джуту, льону і 2400 тонн арахісу та пошти                        | Конвой TS 37       | потоплено 07°55′ пн. ш. 14°16′ зх. д. / 7.917° пн. ш. 14.267° зх. д.             | 97 (усі вижили)                  |                                            |
| 21                                                             | 1 травня 1943     | Kptlt. Вернер Генке | Clan Macpherson   | суховантажне судно    | Велика Британія                         | 6 940                 | 8440 тонн генеральних вантажів, у тому числі 2750 тонн чавуну, льону, чаю, джуту, слюди та арахісу                           | Конвой TS 37       | потоплено 07°58′ пн. ш. 14°14′ зх. д. / 7.967° пн. ш. 14.233° зх. д.             | 140 (4 загинули та 136 вижили)   |                                            |
| 22                                                             | 1 травня 1943     | Kptlt. Вернер Генке | Mokambo           | суховантажне судно    | Бельгія                                 | 4 996                 | 2000 тонн бавовни, 2000 тонн міді, 1520 тонн пальмових ядер, 1139 тонн пальмової олії, 440 тонн копалу і 38 тонн вольфраміту | Конвой TS 37       | потоплено 07°58′ пн. ш. 14°14′ зх. д. / 7.967° пн. ш. 14.233° зх. д.             | 57 (усі вижили)                  |                                            |
| 23                                                             | 9 травня 1943     | Kptlt. Вернер Генке | Corneville        | суховантажне судно    | Норвегія                                | 4 544                 | 4000 тонн генеральних вантажів, 2750 тонн чавуну і 800 тонн чаю                                                              |                    | потоплено 04°50′ пн. ш. 01°10′ зх. д. / 4.833° пн. ш. 1.167° зх. д.              | 41 (усі вижили)                  |                                            |
| Шостий похід (09.11.1943—14.01.1944, 67 діб; Сен-Назер—Лор'ян) |                   | Kptlt. Вернер Генке |                   |                       |                                         |                       | |                    |                                                                                  |                                  |                                            |
| 24                                                             | 18 листопада 1943 | Kptlt. Вернер Генке | «Шантиклер»       | шлюп                  | Військово-морські сили Великої Британії | 1 350                 | | Конвой MKS 30      | тотально зруйнований 40°06′ пн. ш. 19°48′ зх. д. / 40.100° пн. ш. 19.800° зх. д. | ? (29 загинули та ? вижили)      | шлюп типу «Модифікований Блек Свон»        |
| 25                                                             | 17 грудня 1943    | Kptlt. Вернер Генке | Kingswood         | суховантажне судно    | Велика Британія                         | 5 080                 | 7400 тонн бавовни та арахісу                                                                                                 |                    | потоплено 05°57′ пн. ш. 01°43′ сх. д. / 5.950° пн. ш. 1.717° сх. д.              | 48 (усі вижили)                  |                                            |
| 26                                                             | 20 грудня 1943    | Kptlt. Вернер Генке | Phemius           | суховантажне судно    | Велика Британія                         | 7 406                 | 4544 тонни державних запасів і генеральних вантажів, включаючи пошту                                                         |                    | потоплено 05°01′ пн. ш. 00°47′ сх. д. / 5.017° пн. ш. 0.783° сх. д.              | 117 (24 загинули та 93 вижили)   |                                            |
| 27                                                             | 24 грудня 1943    | Kptlt. Вернер Генке | Dumana            | гідроавіатранспорт    | Велика Британія                         | 8 427                 | 300 тонн майна та товарів Королівських повітряних сил                                                                        | Конвой STL 8       | потоплений 04°27′ пн. ш. 06°58′ сх. д. / 4.450° пн. ш. 6.967° сх. д.             | 169 (39 загинули та 130 вижили)  |                                            |